# Sigli
Sigli est une ville d'Indonésie dans la province d'Aceh, dans le nord de Sumatra.
C'est le chef-lieu du kabupaten de Pidie. La ville compte 13 965 habitants et s’étend sur 5,9 km².